# Marcel Tournier

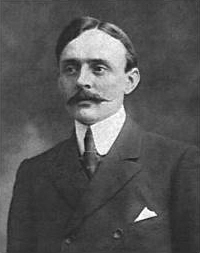
Marcel Tournier (1912)

Marcel Lucien Tournier (* 5. Juni 1879 in Paris; † 12. Juni 1951 ebenda) war ein französischer Harfenist, Komponist und Musikpädagoge.

## Leben und Wirken
Er studierte am Conservatoire de Paris Harfe (bei Raphael Martenot und Alphonse Hasselmans) und Komposition (bei Georges Caussade und Charles Lenepveu). 1909 gewann er den Prix de Rome. Von 1912 bis 1948 war er als Professor für Harfe am Conservatoire tätig. Er bildete in dieser Zeit fast alle wichtigen französischen Harfenisten aus.
Er erweiterte maßgeblich die Möglichkeiten seines Instruments (Akkordglissandi, Pedalglissandi, Flageoletts).
Für seine Kantate La Roussalka erhielt er 1909 den 2. großen Rompreis, für die Kantate Laure et Pétrarque den Rossini-Preis. Die meisten seiner Kompositionen schrieb er aber für sein Instrument.

## Harfe Solo
- Air à danser
- Berceuse
- Berceuse Russe (op. 40)
- Ce que chante la pluie d‘automne. Lied (op. 49)
- Deux petites pièces brèves et faciles (I. Soupir, II. Offrande)
- Encore une boite à musique (op. 43)
- Etude de concert "Au matin"
- Féerie. Prélude et danse
- Fresque marine
- Images (Suite Nr. 1) (op. 29) (I. Clair de lune sur l'étang du parc, II. Au seuil du Temple, III. Lolita la danseuse)
- Images (Suite Nr. 2) (op. 31) (IV. Les Enfants à la Crèche de Nöel, V. L‘étrange Cavalier, VI. La Marchande de Frivolités)
- Images (Suite Nr. 3) (op. 35) (VII. Les Anesses grises sur la route d‘El-Azib, VIII. Danseuse à la fontaine d'Aïn-Draham, IX. Soir de fête à Sedjenane)
- Images (Suite Nr. 4) (op. 39) (X. La Volière magique, XI. Cloches sous la neige, XII. La danse du moujik)
- Jazz-Band (op. 33)
- La Lettre du Jardinier
- Pastels du vieux Japon (op. 47)
- Pièces Nègres (op. 41) (I. Berceuse Nègre, II. La jeune fille au voile, III. Ronde des négrillons)
- Quatre préludes (op. 16) (I. Tranquille, II. Pas trop vite, III. Lent, IV. Allegretto)
- Six Noëls (op. 32)
- Sonatine (op. 30) (I. Allegrement, II. Calme et expressif, III. Fièvreusement)
- Sonatine Nr. 2 (op. 45) (I. Allegro, II. Dans une atmospère fièvreuse de nocturne, III. Mouvementé)
- Thème et Variations
- Vers la Source dans le Bois

## Kammermusik
- Deux Préludes Romantiques (op. 17) (für Violine und Klavier/Harfe) (I. Très lent, II. Allegro moderato)
- Féerie. Prélude et danse (Harfe und Streichquartett)
- La Lettre du Jardinier (für Gesang und Harfe/Klavier)
- Nocturne (op. 21) (Violoncello und Harfe/Klavier, Orgel ad lib.)
- Promenade a l'Automne (für Violoncello/Violine und Harfe/Klavier)
- Quatre préludes (op. 16) (für 2 Harfen)
- Sérénade (op. 19) (für Violine und Klavier/Harfe)
- Suite (op. 34) (für Flöte, Violine, Viola, Violoncello und Harfe) (I. Soir, II. Danse, III. Lied, IV. Fête)

| Personendaten    | Personendaten                                |
| ---------------- | -------------------------------------------- |
| NAME             | Tournier, Marcel                             |
| ALTERNATIVNAMEN  | Tournier, Marcel Lucien (vollständiger Name) |
| KURZBESCHREIBUNG | französischer Harfenist und Komponist        |
| GEBURTSDATUM     | 5. Juni 1879                                 |
| GEBURTSORT       | Paris                                        |
| STERBEDATUM      | 12. Juni 1951                                |
| STERBEORT        | Paris                                        |